# Vasilije Šijaković
Vasilije Šijaković (Nikšić, 1929. július 31. – Belgrád, 2003. november 10.) montenegrói labdarúgó.
A jugoszláv válogatott tagjaként részt vett az 1958-as és az 1962-es világbajnokságon

## Sikerei, díjai
Crvena zvezda
- Jugoszláv bajnok (1): 1953
- Jugoszláv kupa (1): 1952

OFK Beograd
- Jugoszláv kupa (2): 1955, 1962